# Espécies de Utricularia
Existem 214 espécies no género botánico Utricularia, da família Lentibulariaceae. É o maior género de plantas carnívoras e tem uma distribuição mundial, sendo apenas ausente na Antártida e ilhas oceânicas. Este género tinha 250 espécies até que o botânico Peter Taylor o reduziu a 214 no seu estudo exaustivo The genus Utricularia - a taxonomic monograph publicado por HMSO (1989). 
A classificação de Taylor é geralmente aceite, ainda que a sua divisão do género em dois subgéneros se mostrou logo obsoleta. Os estudos de genética molecular confirmaram as secções de Taylor, com algumas modificações, mais reinstalando a divisão do género em três subgéneros.
Esta lista segue a classificação subgenérica sensu Müller & Borsch (2005), actualizada com nova informação em Müller et al. (2006).

## SubgéneroBivalvaria

### SecçãoAranella

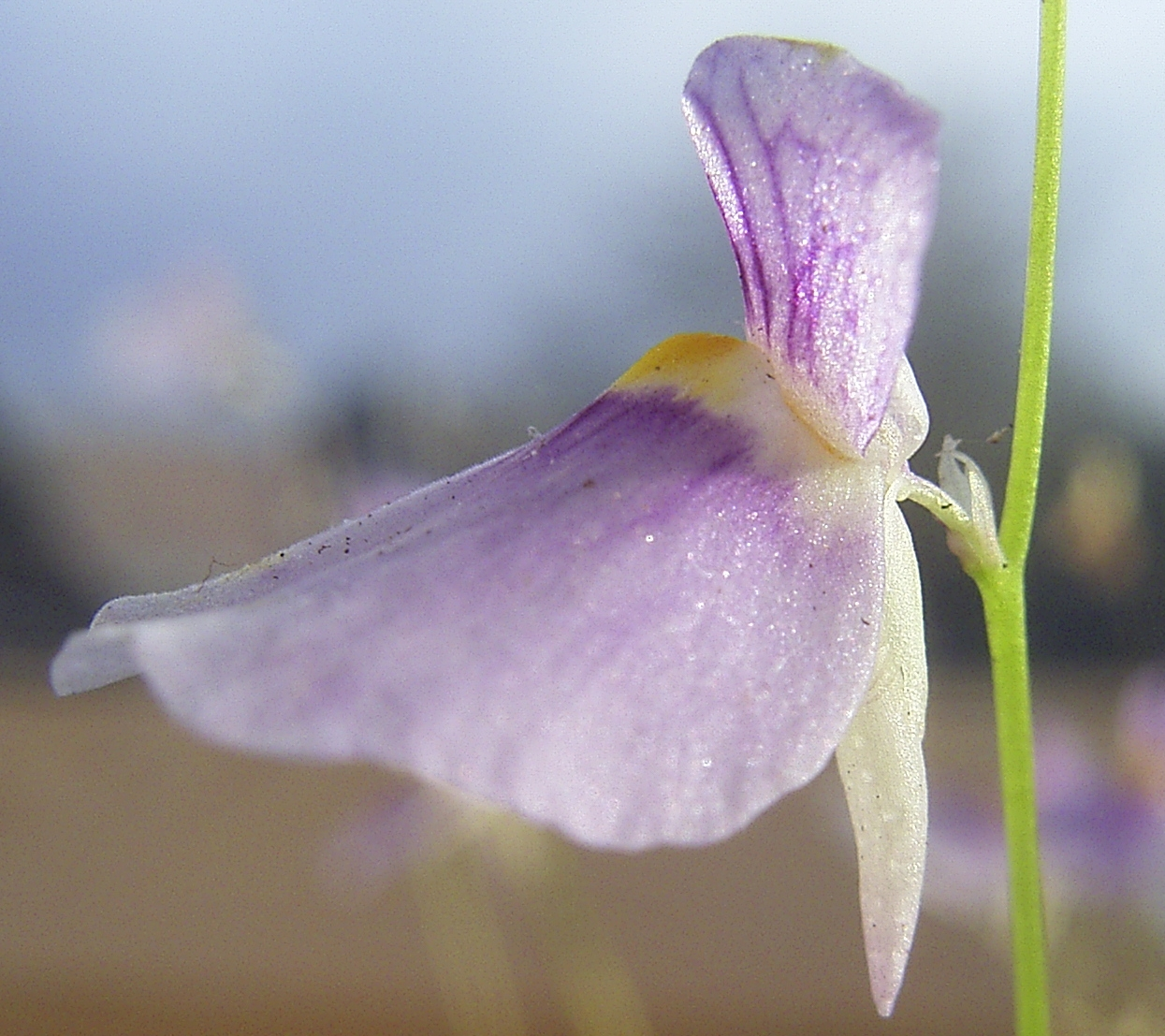
Utricularia blanchetii

- Utricularia blanchetii
- Utricularia costata
- Utricularia fimbriata
- Utricularia laciniata
- Utricularia longeciliata
- Utricularia parthenopipes
- Utricularia purpureocaerulea
- Utricularia rostrata
- Utricularia sandwithii
- Utricularia simulans

### SecçãoAustrales

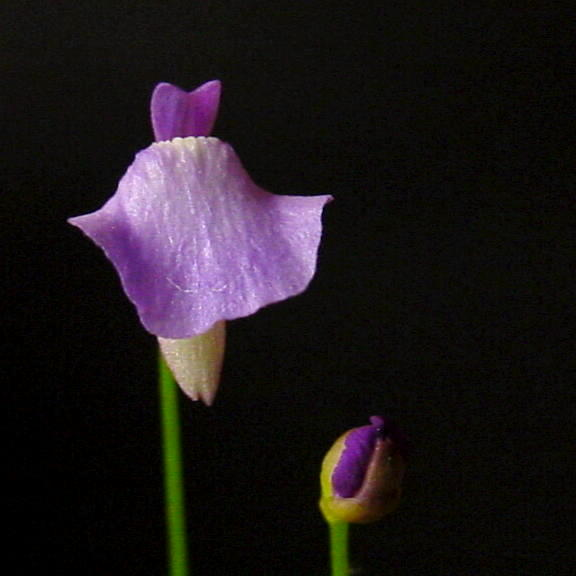
Utricularia lateriflora

- Utricularia delicatula
- Utricularia lateriflora
- Utricularia simplex

### SecçãoAvesicarioides
- Utricularia rigida
- Utricularia tetraloba

### SecçãoBenjaminia
- Utricularia nana

### SecçãoCalpidisca

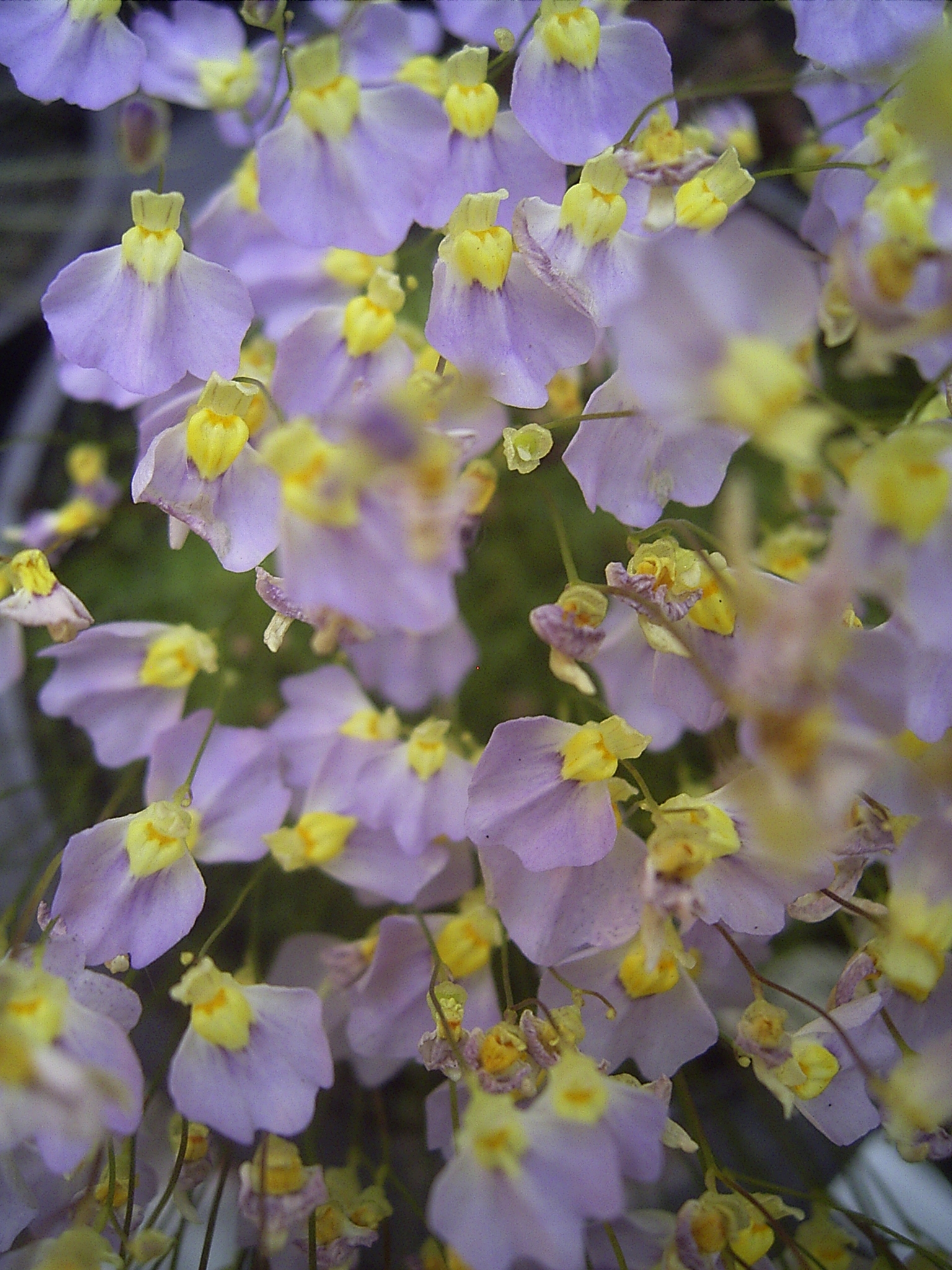
Utricularia bisquamata

- Utricularia arenaria
- Utricularia bisquamata
- Utricularia firmula
- Utricularia livida
- Utricularia microcalyx
- Utricularia odontosepala
- Utricularia pentadactyla
- Utricularia sandersonii
- Utricularia troupinii
- Utricularia welwitschii

### SecçãoEnskide
- Utricularia chrysantha
- Utricularia fulva

### SecçãoLloydia
- Utricularia pubescens

### SecçãoMinutae
- Utricularia simmonsii[2]

### SecçãoNigrescentes

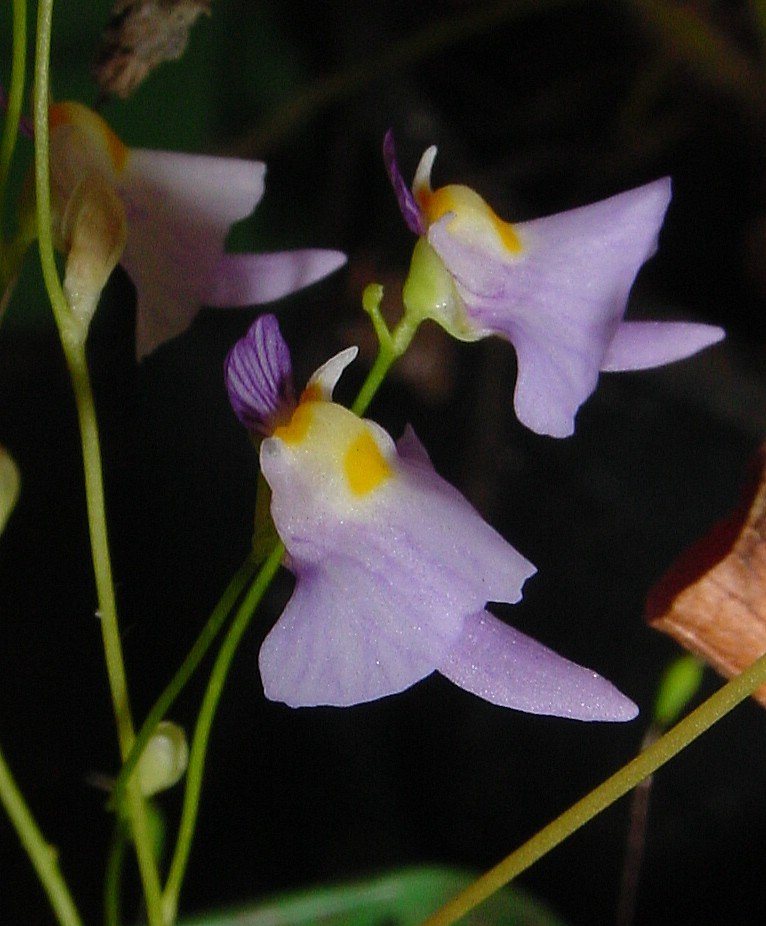
Utricularia warburgii

- Utricularia bracteata
- Utricularia caerulea
- Utricularia warburgii

### SecçãoOligocista
- Utricularia adpressa
- Utricularia albocaerulea
- Utricularia andongensis
- Utricularia arcuata
- Utricularia babui
- Utricularia bifida
- Utricularia bosminifera
- Utricularia cecilii
- Utricularia chiribiquitensis
- Utricularia circumvoluta
- Utricularia delphinioides
- Utricularia densiflora
- Utricularia erectiflora
- Utricularia foveolata
- Utricularia graminifolia
- Utricularia heterosepala
- Utricularia involvens
- Utricularia jackii
- Utricularia laxa
- Utricularia lazulina
- Utricularia letestui
- Utricularia lloydii
- Utricularia macrocheilos
- Utricularia malabarica
- Utricularia meyeri
- Utricularia micropetala
- Utricularia odorata
- Utricularia pierrei
- Utricularia pobeguinii
- Utricularia polygaloides
- Utricularia praeterita
- Utricularia prehensilis
- Utricularia recta
- Utricularia reticulata
- Utricularia scandens
- Utricularia smithiana
- Utricularia spiralis
- Utricularia subramanyamii
- Utricularia tortilis
- Utricularia uliginosa
- Utricularia vitellina
- Utricularia wightiana

### SecçãoPhyllaria
- Utricularia brachiata
- Utricularia christopheri
- Utricularia corynephora
- Utricularia forrestii
- Utricularia furcellata
- Utricularia garrettii
- Utricularia inthanonensis
- Utricularia kumaonensis
- Utricularia moniliformis
- Utricularia multicaulis
- Utricularia phusoidaoensis
- Utricularia pulchra
- Utricularia salwinensis
- Utricularia spinomarginata
- Utricularia steenisii
- Utricularia striatula

### SecçãoStomoisia
- Utricularia cornuta
- Utricularia juncea

## SubgéneroPolypompholyx

### SecçãoPleiochasia

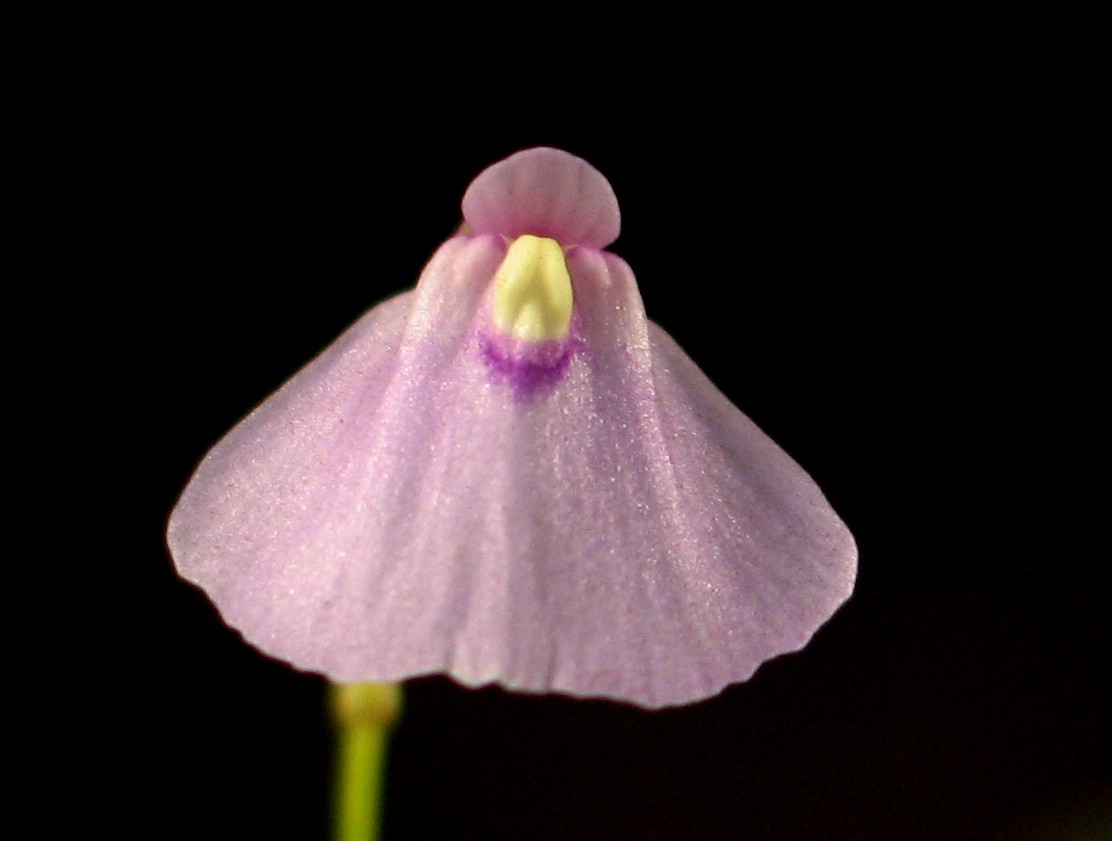
Utricularia dichotoma

- Utricularia albiflora
- Utricularia antennifera
- Utricularia arnhemica
- Utricularia beaugleholei
- Utricularia benthamii
- Utricularia blackmanii[3]
- Utricularia capilliflora
- Utricularia cheiranthos
- Utricularia dichotoma
- Utricularia dunlopii
- Utricularia dunstaniae
- Utricularia fistulosa
- Utricularia georgei
- Utricularia hamiltonii
- Utricularia helix
- Utricularia holtzei
- Utricularia inaequalis
- Utricularia kamienskii
- Utricularia kenneallyi
- Utricularia kimberleyensis
- Utricularia lasiocaulis
- Utricularia leptorhyncha
- Utricularia menziesii
- Utricularia paulineae
- Utricularia petertaylorii
- Utricularia quinquedentata
- Utricularia rhododactylos
- Utricularia singeriana
- Utricularia terrae-reginae
- Utricularia tridactyla
- Utricularia triflora
- Utricularia tubulata
- Utricularia uniflora
- Utricularia violacea
- Utricularia volubilis

### SecçãoPolypompholyx
- Utricularia multifida
- Utricularia tenella

### SecçãoTridentaria
- Utricularia westonii

## SubgéneroUtricularia

### SecçãoAvesicaria
- Utricularia neottioides
- Utricularia oliveriana

### SecçãoCandollea
- Utricularia podadena

### SecçãoChelidon
- Utricularia mannii

### SecçãoChoristothecae
- Utricularia choristotheca
- Utricularia determannii

### SecçãoFoliosa

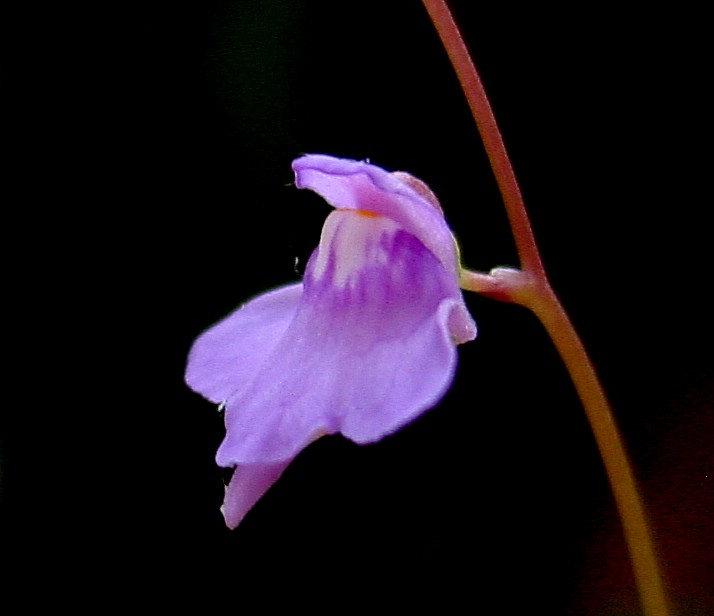
Utricularia amethystina

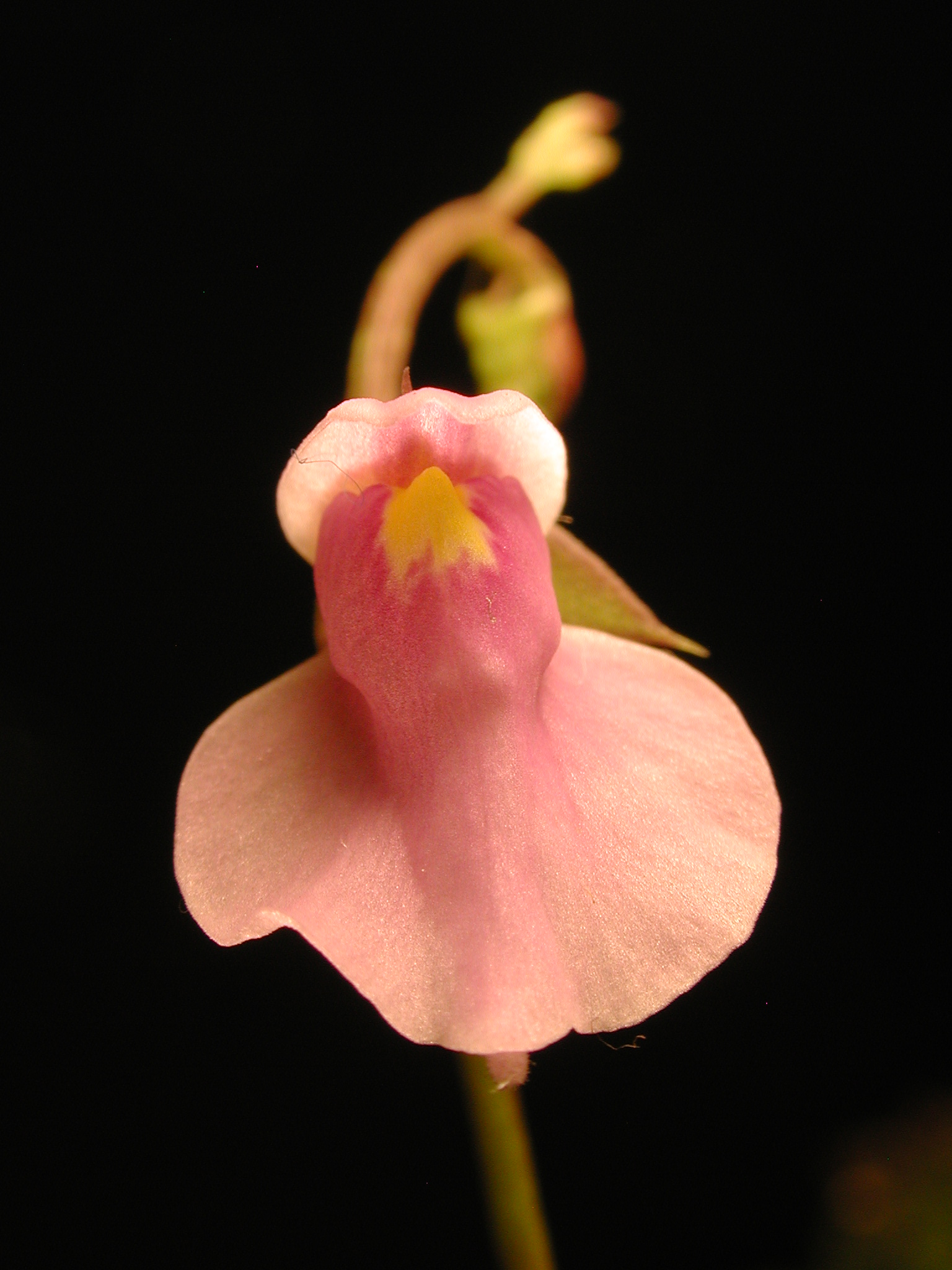
Utricularia calycifida

- Utricularia amethystina
- Utricularia calycifida
- Utricularia hintonii
- Utricularia hispida
- Utricularia huntii
- Utricularia longifolia
- Utricularia panamensis
- Utricularia petersoniae
- Utricularia praelonga
- Utricularia regia
- Utricularia schultesii
- Utricularia tricolor
- Utricularia tridentata

### SecçãoKamienskia
- Utricularia mangshanensis
- Utricularia peranomala

### SecçãoLecticula
- Utricularia resupinata
- Utricularia spruceana

### SecçãoMartinia
- Utricularia tenuissima

### SecçãoMeionula
- Utricularia geoffrayi
- Utricularia hirta
- Utricularia minutissima
- Utricularia ramosissima

### SecçãoMirabiles
- Utricularia heterochroma
- Utricularia mirabilis

### SecçãoNelipus
- Utricularia biloba
- Utricularia leptoplectra
- Utricularia limosa

### SecçãoOliveria
- Utricularia appendiculata

### SecçãoOrchidioides

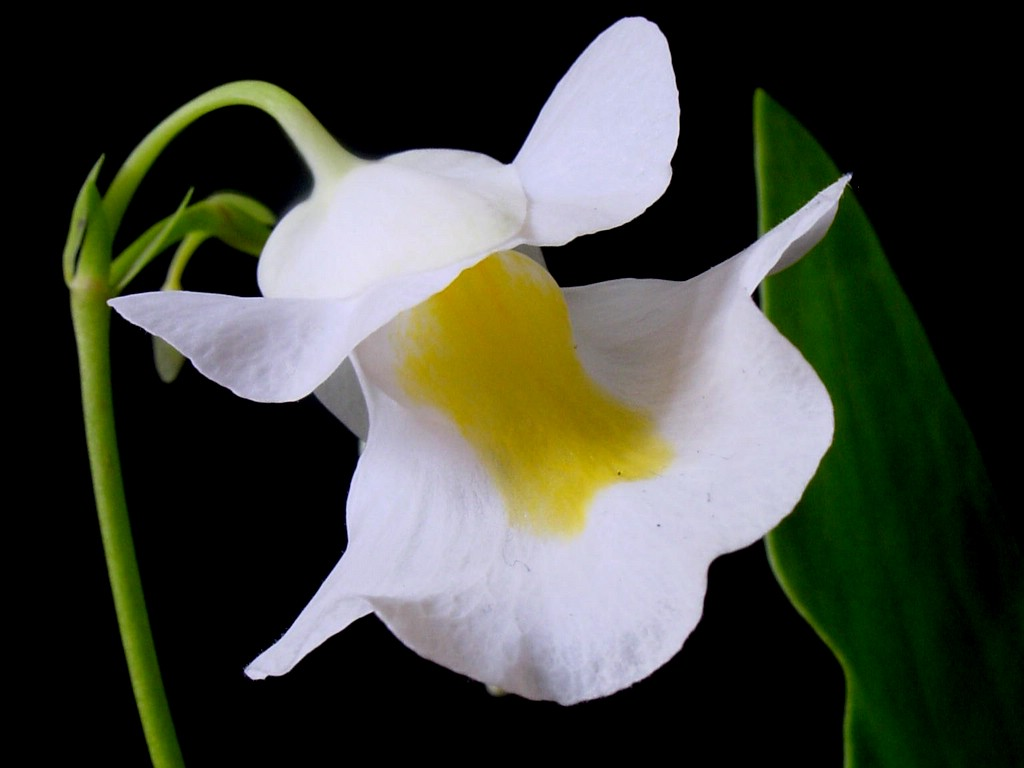
Utricularia alpina

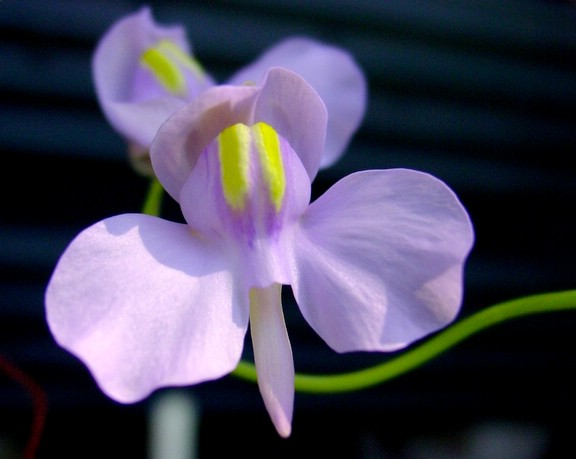
Utricularia nelumbifolia

- Utricularia alpina
- Utricularia asplundii
- Utricularia buntingiana
- Utricularia campbelliana
- Utricularia cornigera
- Utricularia endresii
- Utricularia geminiloba
- Utricularia humboldtii
- Utricularia jamesoniana

- Utricularia nelumbifolia
- Utricularia nephrophylla
- Utricularia praetermissa
- Utricularia quelchii
- Utricularia reniformis
- Utricularia unifolia
- Utricularia uxoris

### SecçãoSetiscapella

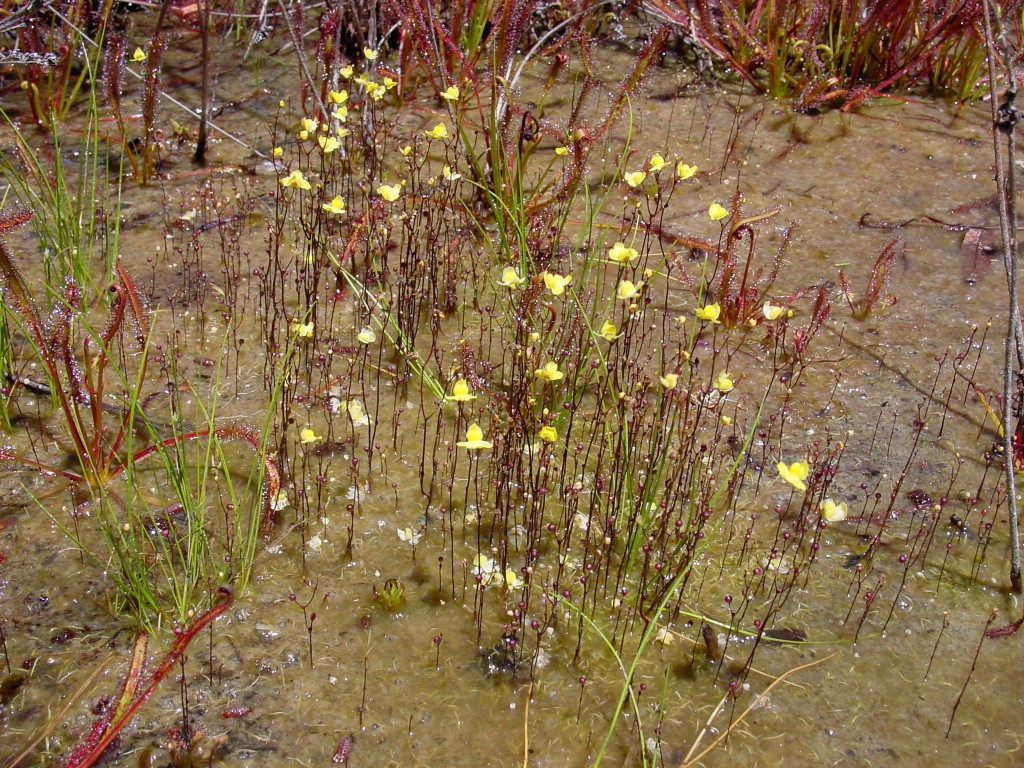
Utricularia subulata

- Utricularia flaccida
- Utricularia nervosa
- Utricularia nigrescens
- Utricularia physoceras
- Utricularia pusilla
- Utricularia stanfieldii
- Utricularia subulata
- Utricularia trichophylla
- Utricularia triloba

### SecçãoSprucea
- Utricularia viscosa

### SecçãoSteyermarkia
- Utricularia aureomaculata
- Utricularia cochleata
- Utricularia steyermarkii

### SecçãoStylotheca
- Utricularia guyanensis

### SecçãoUtricularia

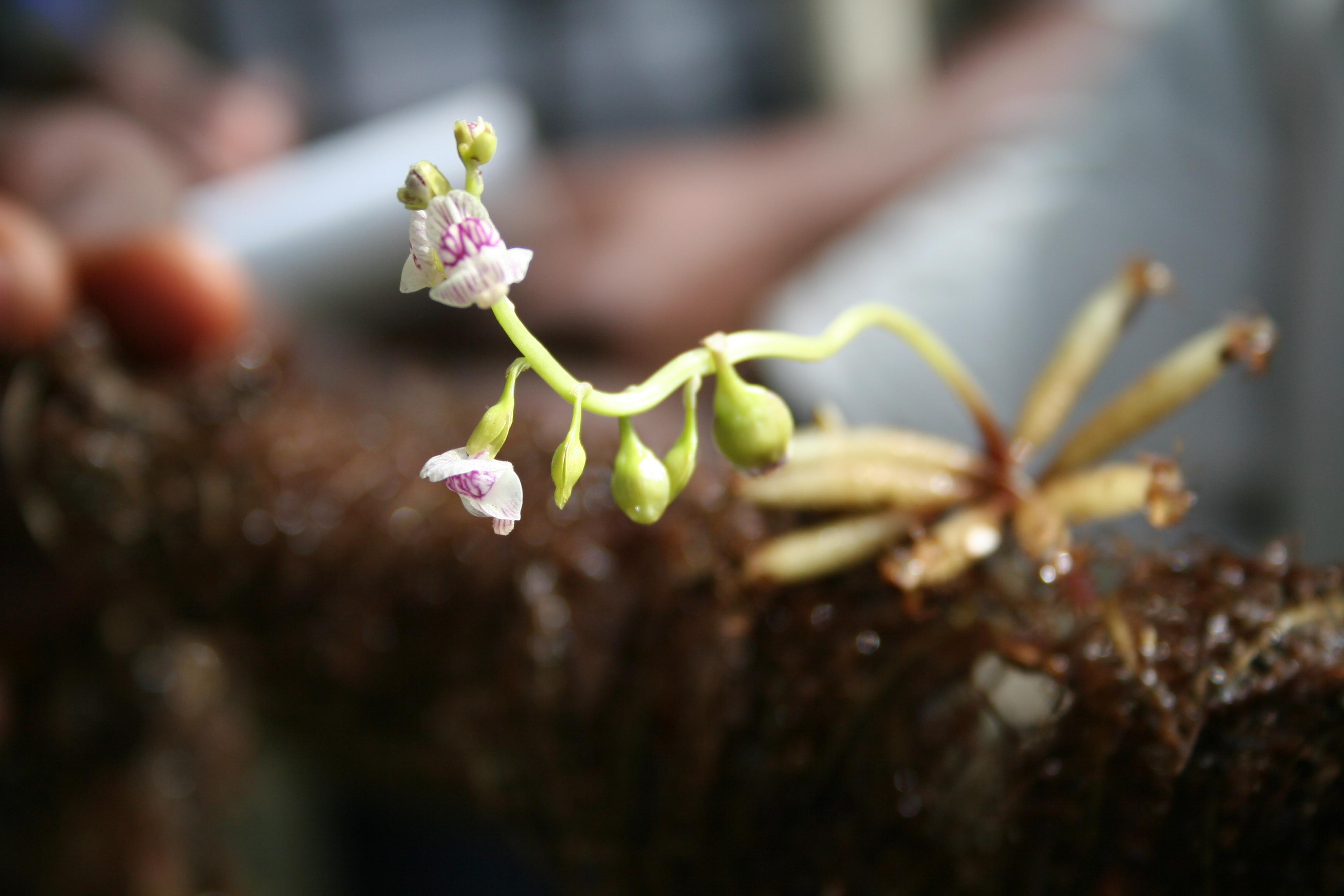
Utricularia inflexa

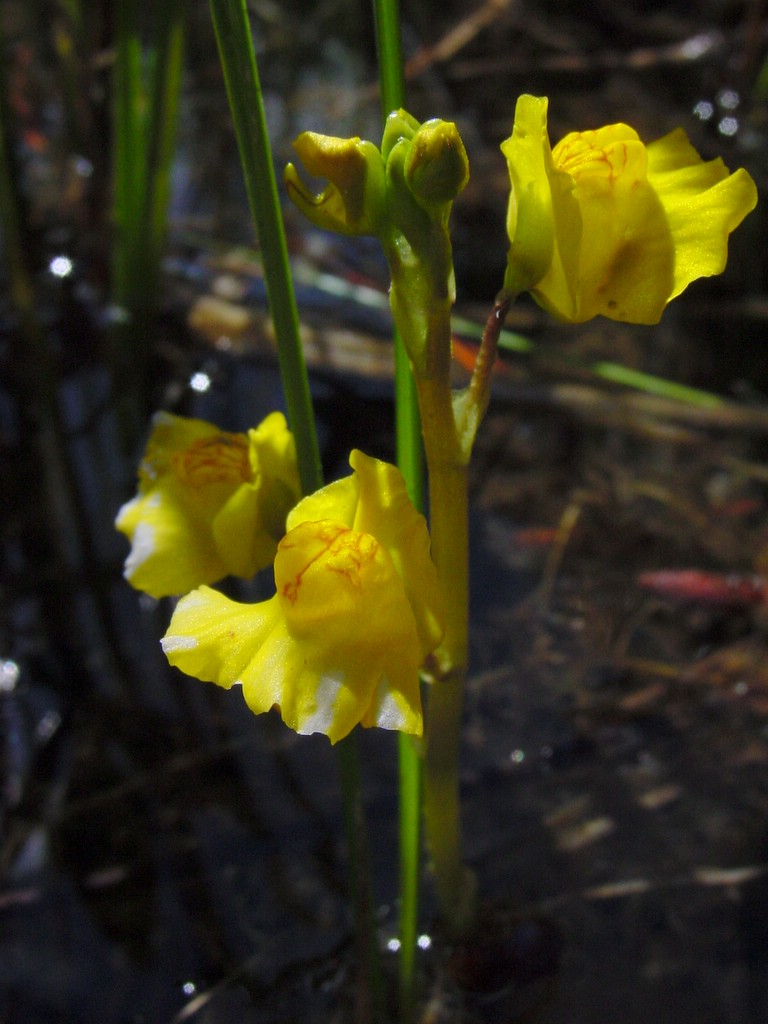
Utricularia macrorhiza

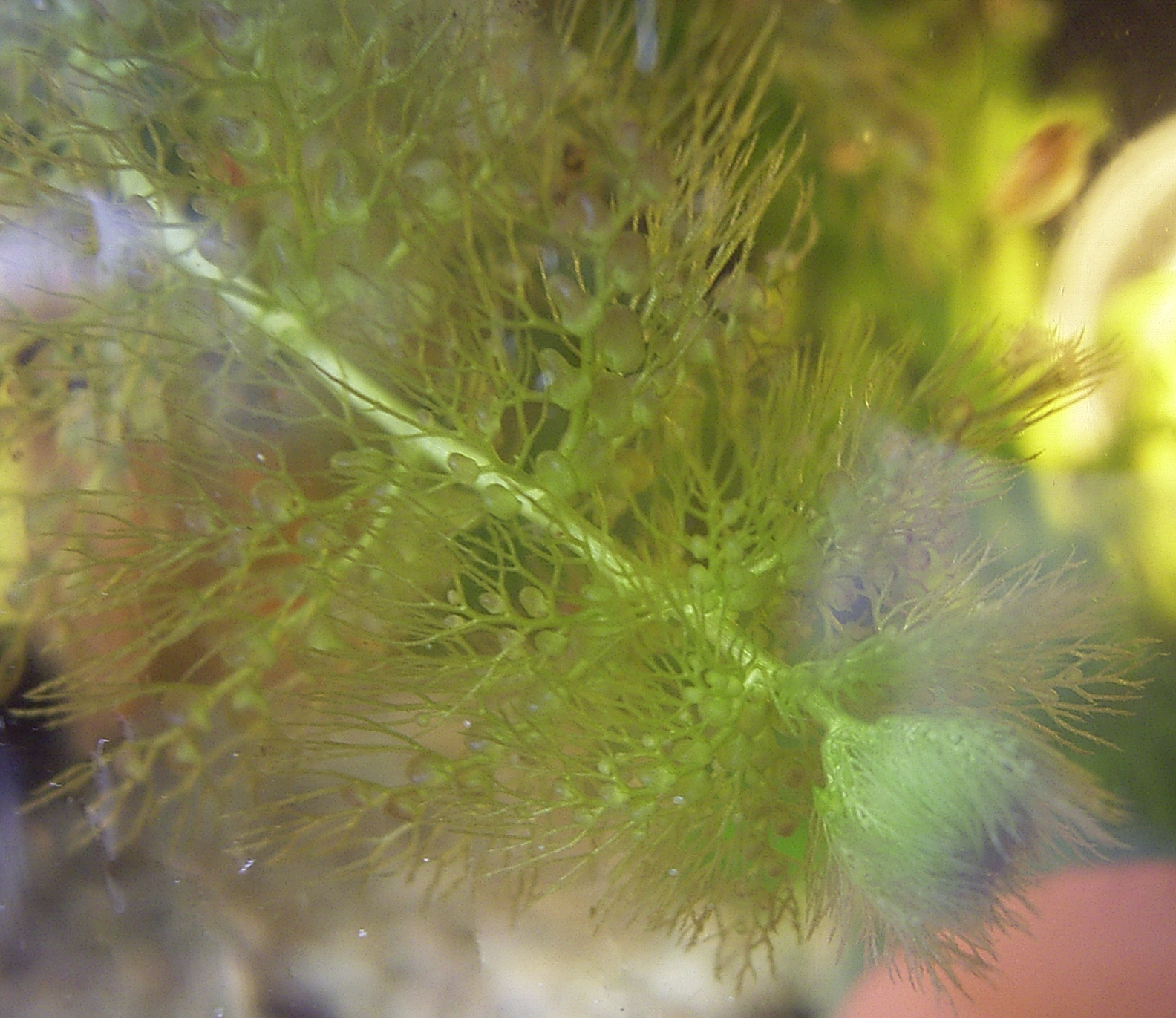
Utricularia vulgaris

- Utricularia aurea
- Utricularia australis
- Utricularia benjaminiana
- Utricularia biovularioides
- Utricularia bremii
- Utricularia breviscapa
- Utricularia chiakiana
- Utricularia cymbantha
- Utricularia dimorphantha
- Utricularia floridana
- Utricularia foliosa
- Utricularia geminiscapa
- Utricularia gibba
- Utricularia hydrocarpa
- Utricularia incisa
- Utricularia inflata
- Utricularia inflexa
- Utricularia intermedia
- Utricularia macrorhiza
- Utricularia minor
- Utricularia muelleri
- Utricularia naviculata
- Utricularia ochroleuca
- Utricularia olivacea
- Utricularia perversa
- Utricularia platensis
- Utricularia poconensis
- Utricularia punctata
- Utricularia radiata
- Utricularia raynalii
- Utricularia reflexa
- Utricularia stellaris
- Utricularia striata
- Utricularia stygia
- Utricularia vulgaris
- Utricularia warmingii

### SecçãoVesiculina
- Utricularia cucullata
- Utricularia myriocista
- Utricularia purpurea